# Tadeusz Kołodziej
Tadeusz Mikołaj Kołodziej (ur. 22 sierpnia 1948 w Wolbromiu, zm. 27 stycznia 2017 w Warszawie) – polski profesor, ekonomista, polityk, ambasador. Specjalizował się w zakresie Unii Europejskiej oraz krajów słabo rozwiniętych ekonomicznie.

## Życiorys

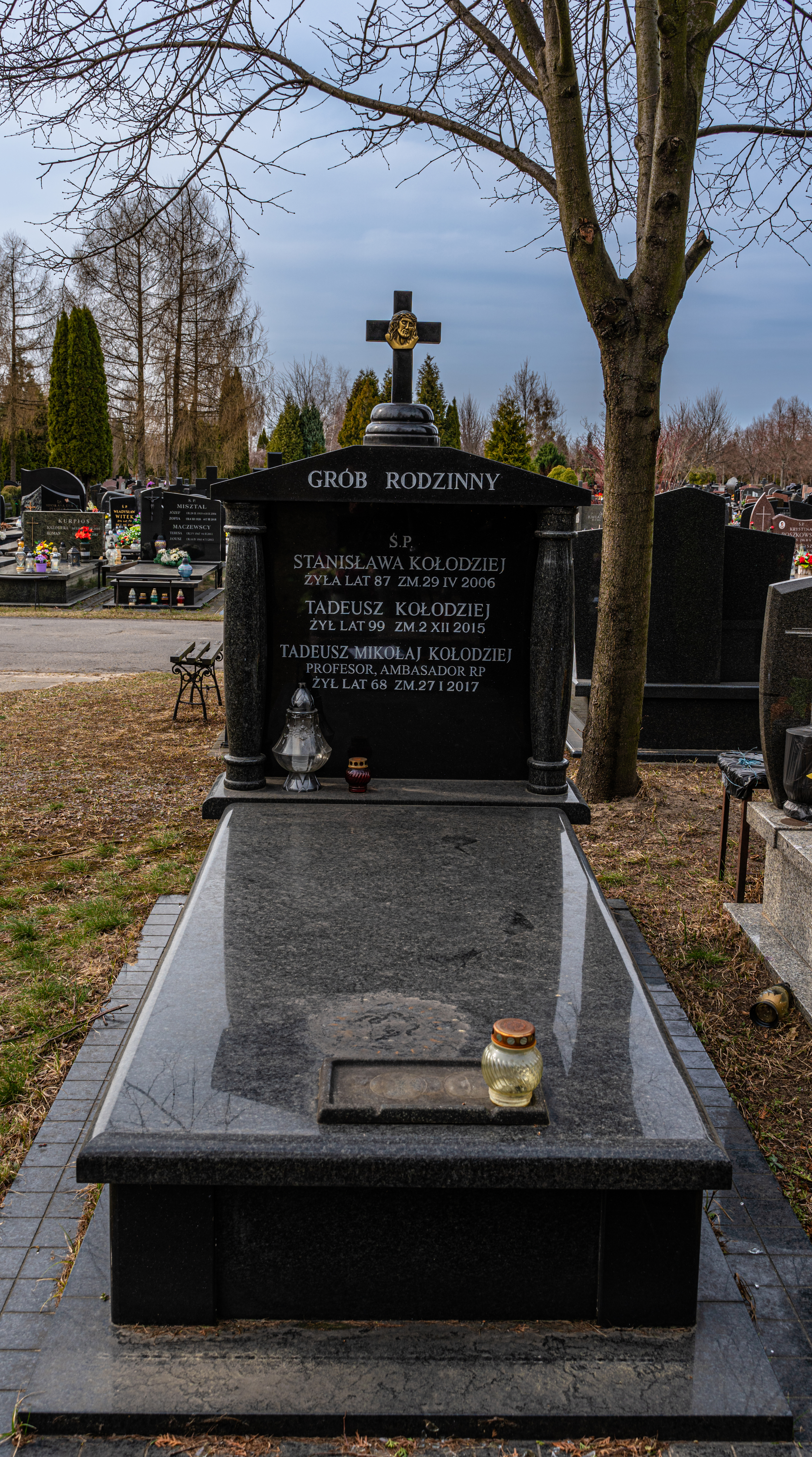
Grób Tadeusza Kołodzieja na cmentarzu komunalnym Północnym w Warszawie

Był absolwentem Wydziału Handlu Zagranicznego Szkoły Głównej Planowania i Statystyki w Warszawie (1971). Po ukończeniu studiów zaczął pracę w Akademii Ekonomicznej w Krakowie, gdzie obronił doktorat (1976) i habilitację (1984).
W połowie lat 70. XX wieku korzystał ze stypendium rządu francuskiego. Od 1981 do 1988 był profesorem i wicedziekanem na Uniwersytecie Lubumbashi w Zairze. Od 1991 do 1998 był pracownikiem Wydziału Prawa oraz Wydziału Zarządzania i Komunikacji Uniwersytetu Jagiellońskiego, gdzie sprawował funkcję kierownika Zakładu Integracji Europejskiej, jak również kierownika Katedry Jean Monnet. W końcu lat 90. był dyrektorem, a także pełnomocnikiem ministra w Urzędzie Komitetu Integracji Europejskiej. Pełnił funkcję polskiego ambasadora w Demokratycznej Republice Konga (2000–2001). Potem (2001-2011) kierował Katedrą Jean Monnet na Uniwersytecie Warszawskim (Wydział Zarządzania), gdzie był profesorem. Później był profesorem na Wydziale Zarządzania Politechniki Warszawskiej oraz profesorem na Wydziale Prawa, Administracji i Stosunków Międzynarodowych Krakowskiej Akademii im. Andrzeja Frycza-Modrzewskiego. Był ponadto prezesem Fundacji na rzecz Integracji Europejskiej "Dom Europejski". Przewodniczył Polskiemu Stowarzyszeniu Badań Wspólnoty Europejskiej. Był wykładowcą Wyższej Szkoły Menedżerskiej w Warszawie.
Znał języki: francuski, rosyjski i angielski.
Uroczystości pogrzebowe odbyły się 2 lutego 2017 w kościele Nawrócenia św. Pawła Apostoła w Warszawie. Pochowany został na cmentarzu komunalnym Północnym w Warszawie.